# جرم کمار
جرم کمار (به انگلیسی: Komar mass) (برگرفته از نام آرتور کمار) یک سیستم یکی از چندین مفهوم صوری جرم است که در نسبیت عام به‌کار می‌رود. جرم کمار را می‌توان در هر فضازمان ساکنی تعریف نمود. در فضازمان ساکن همه متریک‌ها را می‌توان به گونه‌ای نوشت که مستقل از زمان باشند. به طور معادل فضازمان ساکن را می‌توان به صورت فضازمانی تعریف نمود که دارای یک میدان برداری کیلینگ می‌باشد.